# Milhete

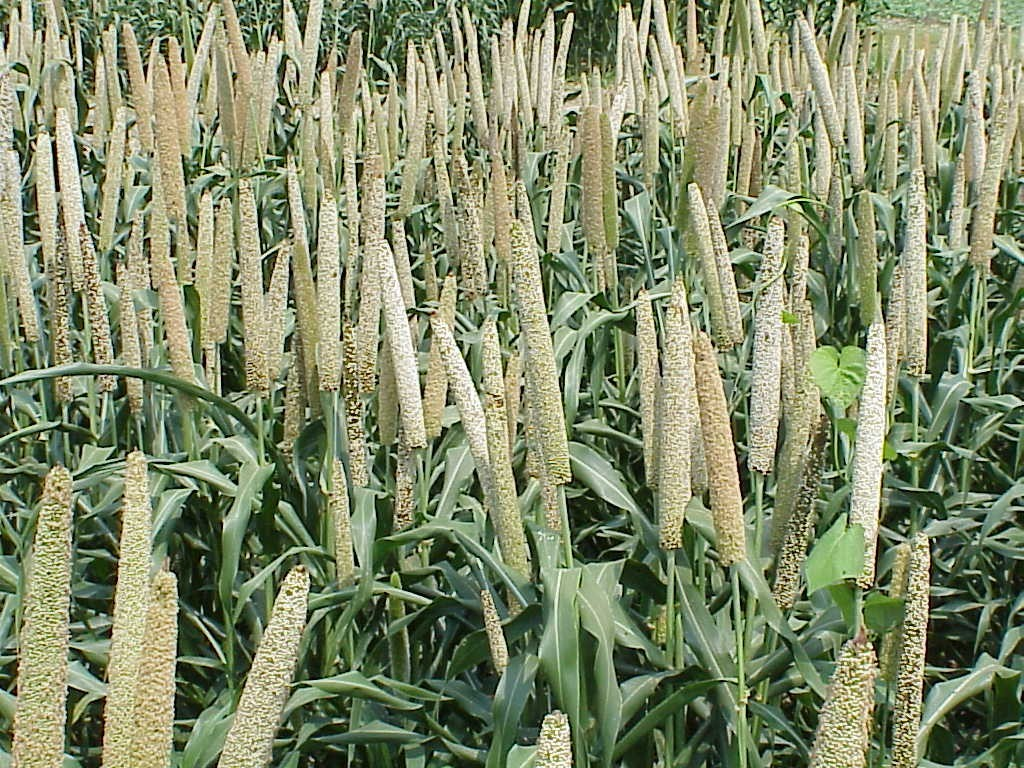
Campo de Milhete.

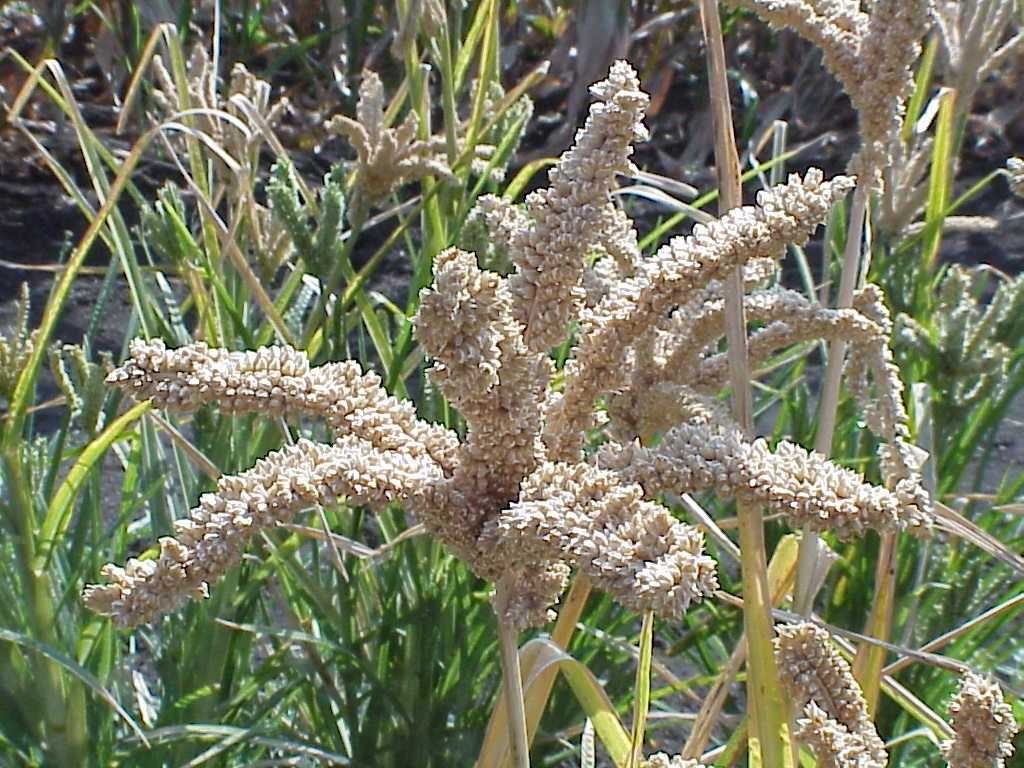
Dedos de Milhete.

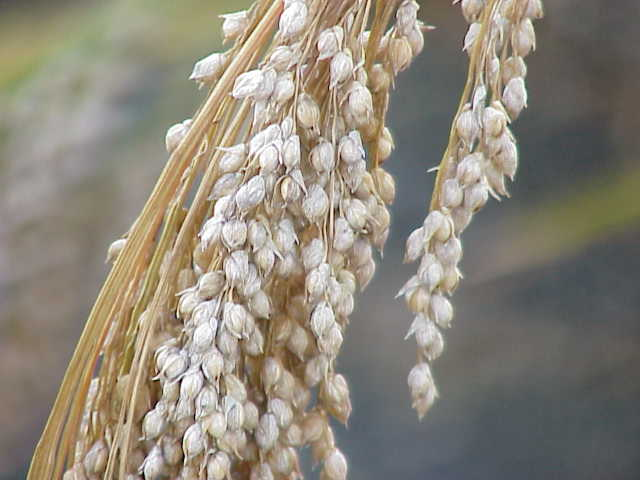
Milhete.

O milhete, milho-miúdo, milho-alvo, painço, mileto ou pão-de-passarinho são denominações dadas a várias espécies cerealíferas produzidas um pouco por todo o mundo para alimentação humana e animal. Estas espécies não formam um grupo taxonómico mas antes um grupo agronómico, baseado em características e usos similares. Incluem-se nesta designação espécies de vários géneros, sobretudo da subfamília Panicoideae, da família Poaceae.
Em Portugal, o substantivo «painço» respeita ao milho das espécies Panicum miliaceum e Setaria italica.
Em África, o painço, assim como o sorgo, continuam a ser alimentos importantes, especialmente nas áreas mais áridas. Em Angola, o painço de grão miúdo é conhecido por massango e, em Moçambique, por mexoeira, sendo que ambos se reportam às espécies Pennisetum robustum e Pennisetum glaucum, respectivamente.
No Brasil, o nome painço é dado à espécie Panicum miliaceum, e milheto à Pennisetum glaucum.
Este tipo de cereal é muito apreciado pela maioria das aves granívoras, especialmente as da família Psittacidae, como o Agapornis e o periquito australiano, além de várias outras espécies de periquitos e do popular canário, cuja dieta compreende também grande quantidade de alpiste. É usado na rotação de culturas no Sistema de Plantio Direto.